# Afanomicosis
La afanomicosis o peste del cangrejo es una enfermedad que afecta mortalmente a los cangrejos de río comunes europeos, provocada por el parásito Aphanomyces astaci. Se dispersa a través de sus esporas y sus huéspedes son los cangrejos rojos americanos y los cangrejos señal, resistentes a este hongo. La introducción de estas especies en aguas continentales europeas ha supuesto la casi extinción del cangrejo común de patas blancas, Austropotamobius pallipes, y del Astacus astacus, ambos autóctonos de Europa. La tasas de mortalidad en los cangrejos europeos afectados por la peste es del 100 %, y ha supuesto su extinción en amplias regiones del continente.
Una de los rasgos físicos que sirven para diagnosticarla es la presencia de hifas entre los segmentos del abdomen, aunque normalmente la enfermedad no se detecta hasta que no se produce la muerte del cangrejo. Se pueden tratar los ejemplares sanos con antifúngicos para evitar que contraigan la enfermedad. Otras medidas que se han tomado para combatir la enfermedad es la eliminación de los ejemplares de cangrejos alóctonos o la contención de su expansión mediante diques y la búsqueda de poblaciones de cangrejos autóctonos que sean resistentes a Aphanomyces astaci para así poder repoblar tramos de ríos que en su día se vieron afectados por la afanomicosis.

## Transmisión y patogenia

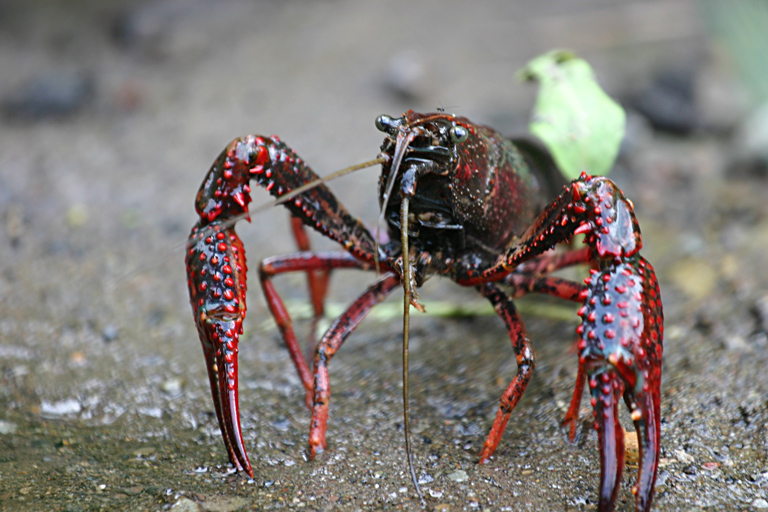
El cangrejo rojo americano (Procambarus clarkii) es un vector de la afanomicosis.

Varias especies de cangrejos de río americanos son vectores de esta enfermedad, como el cangrejo señal (Pacifastacus leniusculus), el cangrejo rojo americano (Procambarus clarkii) o el cangrejo de los canales (Orconectes limosus). Estas especies normalmente son inmunes al parásito; sin embargo, se han documentado ejemplares muertos de estas especies debido a la infección. Aphanomyces astaci una vez que se encuentra invadiendo a su huésped, produce zoosporas biflageladas. Estas zoosporas se desplazan en la masa de agua, ayudada por las corrientes. La acción antrópica también puede ayudar a su dispersión, ya que las zoosporas se pueden encontrar en útiles de pesca como botas de agua o reteles y si no se toman las medidas adecuadas de desinfección se pueden contaminar zonas que previamente no se habían visto afectadas. También se ha documentado la transmisión de la enfermedad mediante peces que se desplazan de una cuenca hidrográfica a otra. La dispersión de las zoosporas es menos efectiva si la temperatura del agua es baja.

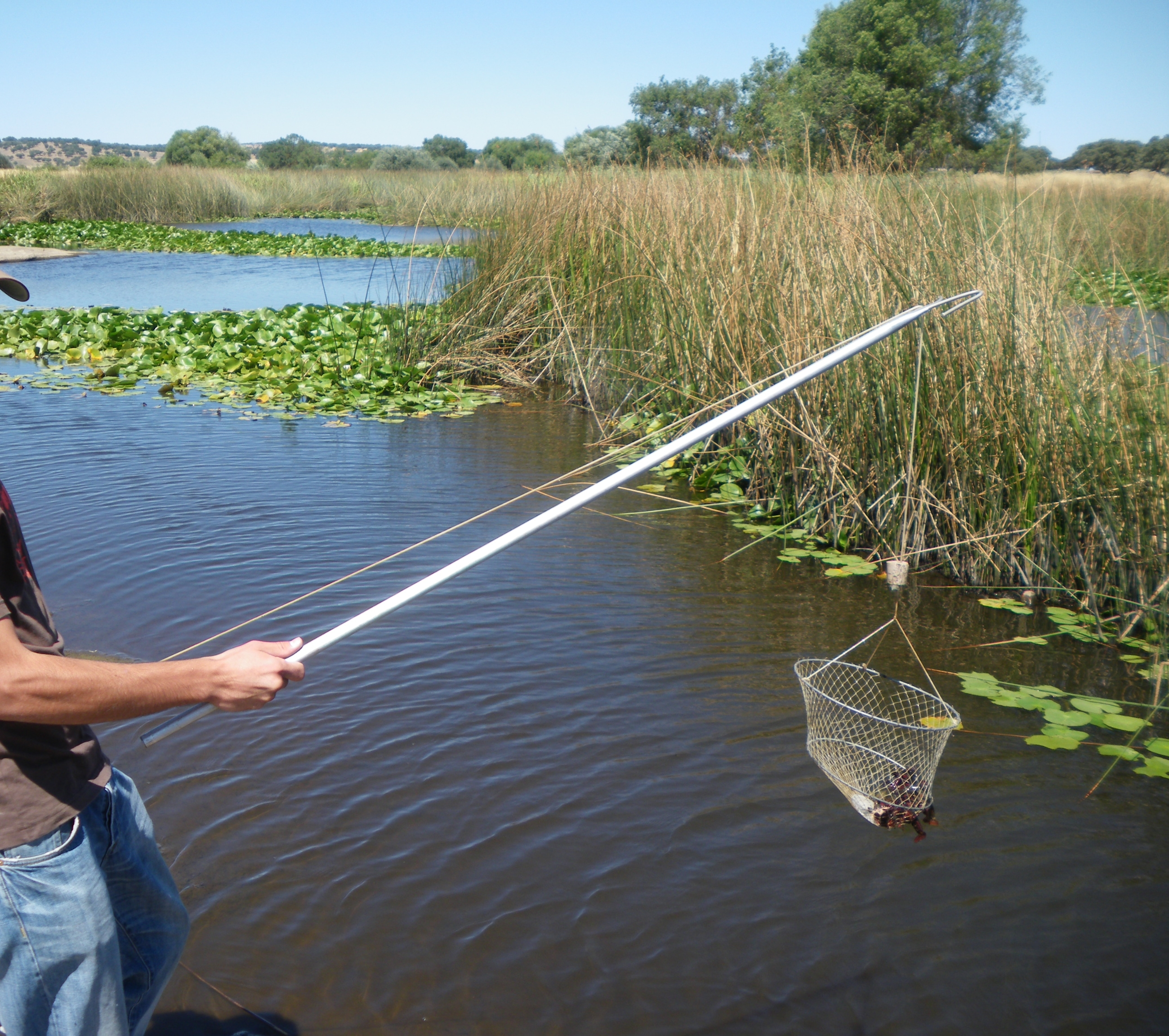
Pesca de cangrejos mediante retel. Si no se desinfectan debidamente los utensilios de pesca se puede contribuir a la transmisión de la afanomicosis.

Una vez que las zoosporas alcanzan a un cangrejo se instalan en zonas dañadas de la cutícula. Una vez emplazadas, se enquistan y se desprenden del flagelo empezando a desarrollarse en el huésped. En caso de que la zoospora no se haya emplazado en un cangrejo no se desarrolla, pero puede desprenderse del quiste y volver al medio acuático para encontrar otro huésped, pudiendo repetir este proceso hasta tres veces.
Cuando la zoospora germina dentro de la cutícula no esclerotizada invade la cavidad interna del cangrejo mediante el desarrollo de un micelio aseptado. Para ello Aphanomyces astaci produce peptidasas, quitinasas y esterasas, enzimas que hacen más fácil la penetración del micelio en la cutícula. Los cangrejos originarios de Norteamérica consiguen encapsular a las esporas en melanina impidiendo la acción de los micelios, al contrario que los cangrejos de origen europeo, que acaban falleciendo.

## Cepas

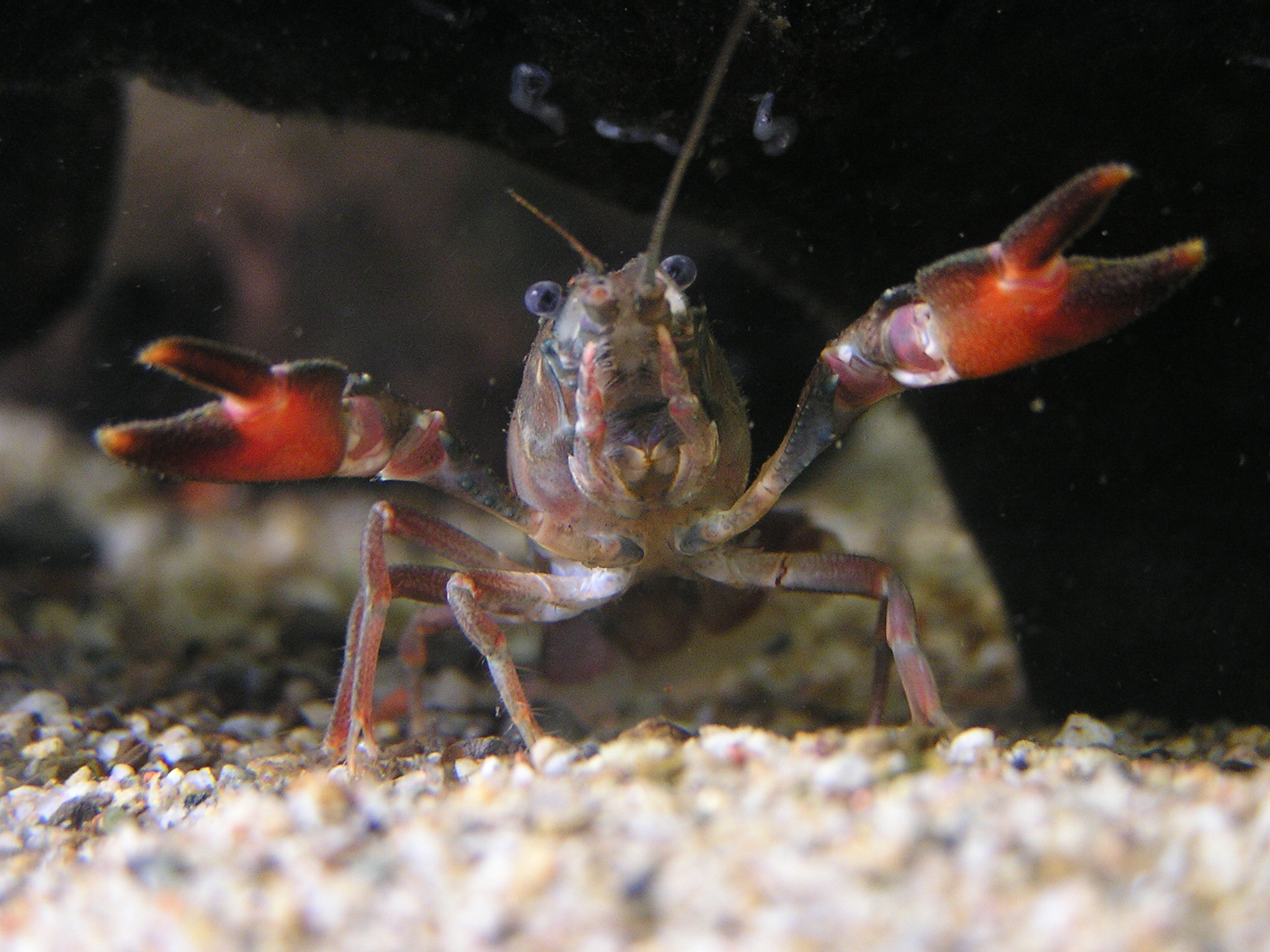
En el cangrejo señal (Pacifastacus leniusculus) se han identificado las cepas pertenecientes al grupo B y C de Aphanomyces astaci.

Mediante la técnica de amplificación aleatoria de ADN polimórfico (RAPD) se han diferenciado cuatro grupos genéticos de Aphanomyces astaci:
- Grupo A: Cepas del parásito obtenidas a partir de ejemplares de los cangrejos Astacus leptodactylus y Astacus astacus.
- Grupo B: Cepas aisladas obtenidas a partir de ejemplares de Pacifastacus leniusculus procedentes de California.
- Grupo C: Cepas aisladas obtenidas a partir de ejemplares de Pacifastacus leniusculus procedentes de Canadá.
- Grupo D: Cepas aisladas obtenidas a partir de ejemplares de Procambarus clarkii.

Los grupos presentes en Europa son el A, el B y el D. Las infecciones más recientes acontecidas en dicho continente están provocadas por cepas pertenecientes al grupo B. La cepa del grupo A parece ser la que infectó a los cangrejos europeos en el siglo XIX.

## Historia y especies vulnerables

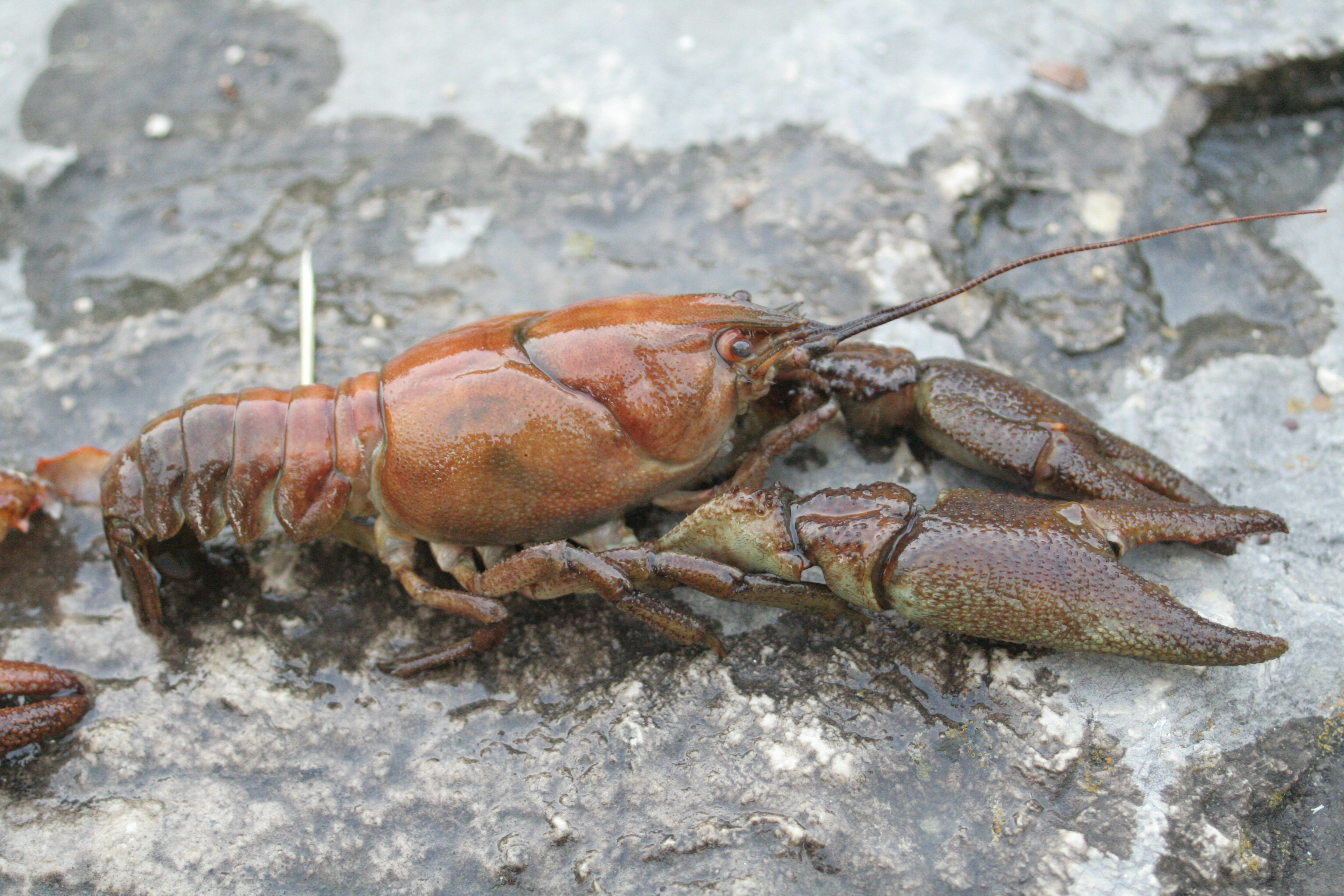
El cangrejo de patas blancas (Austropotamobius pallipes) es muy vulnerable a la afanomicosis.

En el tercer cuarto del siglo XIX apareció la enfermedad en Europa en algún lugar entre la frontera de Francia y Alemania, y desde allí se propagó, por un lado, a través del río Danubio hacía el mar Negro, y por otro, a través de la zona norte de Alemania hacía Rusia, Finlandia y Suecia. En este último país apareció la plaga en 1907, lo que produjo una merma en las poblaciones del cangrejo que habitaba la zona, Astacus astacus, lo que ha provocado la desaparición del 95 % de sus poblaciones en los últimos 100 años. En España se registraron mortandades altas de cangrejos de patas blancas en el río Duero en el año 1958, probablemente debido a la afanomicosis. En el año 1971 se detectaron los primeros casos en Noruega, en 1981 en Gran Bretaña, en 1984 en Turquía y en 1987 en Irlanda, expandiéndose luego por toda Europa.
Las especies de cangrejos de río europeas, australianas, de Nueva Guinea y japonesas son muy vulnerables a la enfermedad. Se ven afectados por Aphanomyces astaci el cangrejo autóctono europeo o cangrejo noble (Astacus astacus), el cangrejo de patas blancas (Austropotamobius pallipes), el cangrejo turco (Astacus leptodactylus) y el cangrejo de los torrentes (Austropotamobius torrentium). También los cangrejos de la especie Cambaroides japonicus, originarios de Japón, o los de la especie Cherax papuanus, originarios de Nueva Guinea. El cangrejo procedente de China (Eriocheir sinensis) también es susceptible de contraer la enfermedad. Se han realizado experimentos donde se ha comprobado que las especies pertenecientes al género Cherax son muy vulnerables a la afanomicosis.

## Diagnóstico
Existen varios métodos para detectar la enfermedad. Uno de ellos se basa en observaciones directas de los lechos de las masas de aguas cuando se constata la presencia de gran cantidad de ejemplares de cangrejos muertos. También se identifica al detectarse comportamientos extraños en los ejemplares, como movimientos descoordinados o actividad diurna (los cangrejos son organismos de hábitos nocturnos). Sin embargo, la sola constatación de mortandad en cangrejos no es suficiente para diagnosticar la enfermedad, ya que la contaminación del agua también puede provocar una alta mortalidad.
También se puede diagnosticar sobre la base de la observación de las cutículas de los cangrejos. Utilizando un microscopio estereoscópico pueden observarse en la cutícula de ejemplares infectados hifas de coloraciones marrones. Utilizando un microscopio compuesto también pueden detectarse esporangios de Aphanomyces astaci.
Otro método consiste en utilizar la técnica de reacción en cadena de la polimerasa (PCR), siendo preferible hacerlo con ejemplares de cangrejos moribundos o que lleven menos de 24 horas muertos antes de realizar el ensayo. Estos requisitos también se aplican si se quiere aislar al patógeno. Para ello se utiliza una medio de cultivo que contenga ácido oxolínico, penicilina, extracto de levadura y glucosa.

## Formas de combatir la afanomicosis

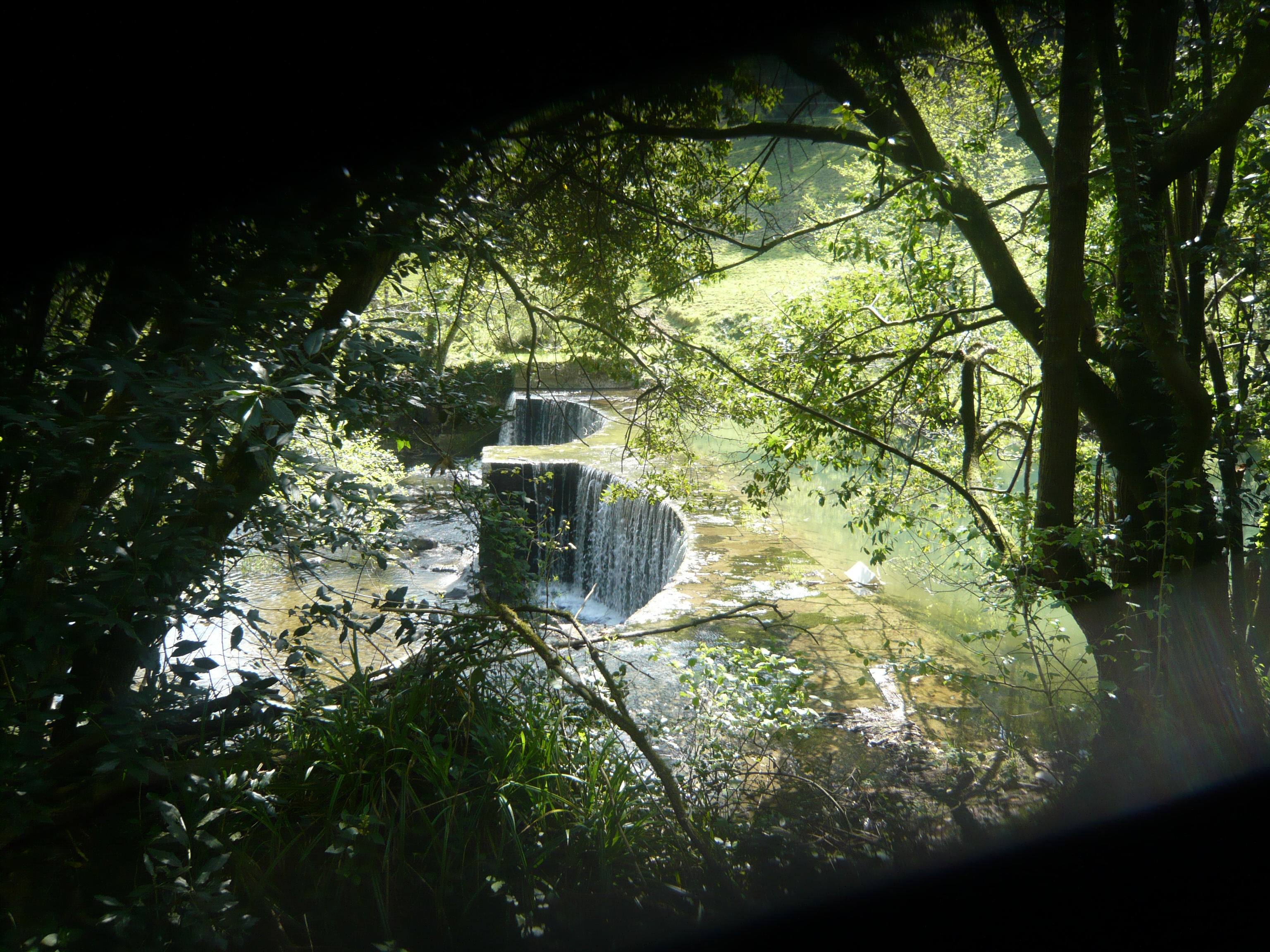
La presencia de presas o diques de contención en los ríos puede evitar la transmisión de la afanomicosis aguas arriba.

Al ser los cangrejos de río americanos los portadores de Aphanomyces astaci una medida para evitar la propagación de la enfermedad es no introducirlos en tramos de río libre de ella. Para evitar esto en ciertos sitios, como Aragón, está prohibida la venta de ejemplares vivos de cangrejo americano. Como ciertas especies, como Procambarus clarkii, aguantan cierto tiempo fuera del agua, también es recomendable matar a los ejemplares en el momento de ser pescados, para así evitar una posible fuga de ejemplares capturados a otras masas de agua libres de la enfermedad. En los tramos de río donde se pueden pescar cangrejos como Procambarus clarkii o Pacifastacus leniusculus también se recomienda desinfectar todos los útiles de pesca utilizados para evitar la propagación de la afanomicosis. Una medida que se ha revelado eficaz para evitar el avance de poblaciones de cangrejos alóctonos a tramos de río libre de ellos es la construcción de diques de contención.